# 卡特·史蒂文斯
优素福·伊斯兰（1948年7月21日—），出生时名为史蒂文·德梅特雷·耶奥尔伊乌（英語：Steven Demetre Georgiou），通常以其艺名卡特·史蒂文斯（英語：Cat Stevens）著称，是一位英国创作型歌手及多种乐器弹奏家。他在1967年发行的首张专辑进入英国排行榜的前十名，该专辑的主打歌《Matthew and Son》在英国的单曲榜中排名第二。史蒂文斯的专辑《Tea for the Tillerman》（1970）和《Teaser and the Firecat》（1971）都在美国得到美国唱片工业协会的三重白金认证。他的音乐风格包括民谣、流行乐、摇滚和伊斯兰音乐。

## 生平和事業
史蒂文·吉爾吉歐（Steven Georgiou）於1948年7月21日出生在倫敦的馬里波恩地區，是希臘裔塞浦路斯人父親Stavros最小的孩子（1900–1978），和一位瑞典裔母親Ingrid Wickman（1915–1989）。他有一個姐姐安妮塔。一家人住在紅磨坊（Moulin Rouge）上，他的父母在沙夫茨伯里大街北端開了一家餐館，距離皮卡迪利圓環僅幾步之遙在倫敦的蘇豪劇院區。所有的家庭成員都在餐館工作。史蒂文斯的同父異母兄弟喬治·喬治（George Georgiou）出生於希臘，大概是他父親在希臘的第一次婚姻，在馬其頓Corp子軍團中任職。
儘管他的父親是希臘東正教，而他的母親是浸信會，但喬治奧被送往Macklin Street的聖約瑟夫羅馬天主教小學，與他父親在德魯里巷。Georgiou在年輕時就對鋼琴產生了興趣，最終使用了家庭嬰兒三角鋼琴來鍛煉鋼琴。在15歲時，受披頭四樂隊的流行啟發，他對吉他產生了興趣。他說服父親支付£8英鎊購買了他的第一把吉他，他開始彈吉他並寫歌。他偶爾會逃避家庭責任屋頂上方的屋頂上，聆聽音樂劇的曲調從Denmark Street上的拐角處，然後是英國音樂產業的中心。史蒂文斯說《West Side Story》對他的影響特別大，給了他「不同的生活觀」。對這兩種藝術都感興趣在音樂方面，他和他的母親搬到瑞典Gävle，在那裡他上了小學（Solängsskolan），在受到叔叔雨果·威克曼畫家的影響後，他開始發展繪畫技巧。他們隨後返回了英格蘭。
他曾在其他西區當地的學校上學，他說他經常遇到麻煩，除了藝術外，其他方面的表現都很差。他被稱為「藝術家男孩」，並說：「我被毆打了，但被我注意到了。」他在Hammersmith School of Art修了一年制課程，認為職業是漫畫家。儘管他喜歡藝術（他後來的唱片專輯以他的原始作品為特色），但他還是決定從事音樂事業。1965年，他在哈默史密斯（Hammersmith）開始以「史蒂夫·亞當斯」（Steve Adams）的名義演出。 那時，他的目標是成為一名歌曲作者。和甲殼蟲樂隊一樣，影響他的其他音樂家還有The Kinks， 巴布·狄倫、妮娜·西蒙、藍調音樂藝術家鉛肚皮和渾水研究，比夫·蘿絲（特別是Rose的第一張專輯）、里歐·科特和保羅·西蒙。他還試圖模仿音樂劇的作曲家，例如蓋希文和倫納德·伯恩斯坦。 1965年，他與Ardmore＆Beechwood簽署了出版交易，並錄製了幾張樣本唱片，包括《The First Cut is the Deepest》。

## 音樂事業

### 早期的音樂事業（1966年－1970年）
Georgiou開始在倫敦的咖啡館和酒吧里表演他的歌曲。起初，他嘗試組建一支樂隊，但意識到自己更喜歡表演獨奏。眼睛像隻貓，但主要是因為《我無法想像有人會去唱片店索要那張專輯《史蒂芬·德梅特·傑爾喬》。在英國，而且我確定在美國，他們喜歡動物。1966年，年僅18歲的他曾被經理/製片人邁克·赫斯特聽到，前者是英國人聲樂隊Springfields。赫斯特安排他錄製演示，並幫助他達成唱片交易。史蒂文斯的首支單曲獲得熱播：《I Love My Dog》在英國單曲榜上排名第28；他的首張專輯的主打歌《馬修與兒子》在英國排名第二。《我要給我一把槍》是他第二次在英國排名前十的單曲，排名第六，而專輯《馬修與兒子》在英國歌曲榜上排名第7。由史蒂文斯錄製並錄製了The Tremeloes熱門單曲《Here Comes My Baby》。

### 事業高峰期（1970年－1978年）
大約在這段時間，史蒂文斯有了新歌的目錄，這反映了他對自己想通過音樂帶給世界的新觀點。他以前的作品曾在英國的家裡出售，但史蒂文斯在大西洋沿岸的公眾中仍然相對陌生。為了解決這個問題，在1970年與小島唱片簽約後，與A&M唱片公司的傑瑞·摩斯在北美達成了一項美國經銷協議。史蒂文斯開始創作Mona Bone Jakon，這是一本民間搖滾的專輯。
製片人保羅·山姆威爾-史密斯與史蒂文斯、吉他手艾盧·戴維斯配對，後者當時是會議音樂家。戴維斯是兩張專輯中經驗更豐富的老手，他們已經開始探索噪音爵士樂和民間搖滾音樂的新興流派。戴維斯也被認為與史蒂文斯完美契合，尤其是他在吉他上的指法、和聲和他的背景聲。他們最初見面只是為了錄製《Mona Bone Jakon》，但很快建立了友誼。戴維斯和史蒂文斯一樣，都是完美主義者，出現在所有聲音檢查中，以確保為每個音樂會準備好所有設備和聲音。他與史蒂文斯合作，除了兩個史蒂文斯發行的後續專輯中，他進行表演並錄製直到史蒂文斯退休。然而，他們之間的友誼仍在繼續，當史蒂文斯在27年後重新成為優素福·伊斯蘭（Yusuf Islam）時，戴維斯再次出現在他身邊，並一直呆在那裡。
從1971年到1972年的七個月裡，史蒂文斯與流行歌手卡莉·賽門保持浪漫聯繫，而兩人均由山姆威爾-史密斯製作。在這段時間裡，兩人都為彼此寫歌。西蒙撰寫並錄製了至少兩首關於史蒂文斯的前50首歌曲，《傳奇在自己的時代》和《預期》。在他們的戀愛之後，他在她的歌中與她往來，名為《Sweet Scarlet》。  
他的下一張專輯《Catch Bull at Four》於1972年發行，是他在美國取得最快成功的專輯，在15天之內達到了金唱片狀態，並連續三周保持第一名的位置。告示牌二百強專輯榜和澳大利亞唱片業協會榜中的十五週第一專輯的清單。這張專輯使用合成器和其他樂器，延續了他眾所周知的內省和精神歌詞，並結合了比他以前的唱片更粗糙的聲音和更少的聲音。儘管專輯的銷量表明了史蒂文斯的受歡迎程度，但該專輯並未產生任何真正的成功，只有單曲《Sitting》排在第16位。《Catch Bull at 4》在2001年獲得白金認證。